# 第5回極東選手権競技大会
第5回極東選手権競技大会（だい5かいきょくとうせんしゅけんきょうぎたいかい）は、1921年5月30日から6月3日まで中華民国の上海市で開催された極東選手権競技大会である。5日間の大会期間中に合計8つの競技が行われた。英領インド、英領マラヤ、シャム（タイ王国）、英領セイロン（現・スリランカ）、ジャワ（オランダ領東インド内、現・インドネシア）が大会への参加を招待されたが、上海にチームを派遣する費用の都合で参加しなかった。
サッカー競技においては、中国は香港を本拠地とする南華足球隊が代表チームとして出場した。
女子が初めて参加した。競技に出場した女子はいなかったが、上海の女子生徒約830人が男子のみのメインプログラムで行われたスポーツの動きを真似た集団美容体操のデモンストレーションを行った。
開会式では、日本から来た観客と中国国内の観客の両方が参加者全員に声援を行った。日本代表には台湾の選手もいたが、これに対する中国側の反応は記録されていない。閉会式では湖南省のアナキスト抗議者6人が妨害し台無しになった。このグループは政府転覆を主張する反資本主義の文書を配布し、1人が銃を発砲した。グループは現行犯逮捕された。

## 参加国
- 中華民国
- 日本
- フィリピン諸島

## 実施競技
- 陸上競技（詳細）
- 野球（詳細）
- バスケットボール（詳細）
- 飛込（詳細）
- サッカー（詳細）
- 競泳（詳細）
- テニス（詳細）
- バレーボール（詳細）